# Chotěšov (ort i Tjeckien, Ústí nad Labem)
Chotěšov är en ort i Tjeckien.   Den ligger i regionen Ústí nad Labem, i den nordvästra delen av landet, 50 km nordväst om huvudstaden Prag. Chotěšov ligger 198 meter över havet och antalet invånare är 452.
Terrängen runt Chotěšov är platt österut, men västerut är den kuperad.Runt Chotěšov är det ganska glesbefolkat, med 35 invånare per kvadratkilometer. Närmaste större samhälle är Litoměřice, 10,9 km norr om Chotěšov. Trakten runt Chotěšov består till största delen av jordbruksmark.